# Inlandspipare
Inlandspipare (Peltohyas australis) är en nattlevande vadarfågel i familjen pipare som enbart förekommer i Australiens inland.

## Utseende och läte
Inlandspiparen är en mycket distinkt rostorange pipare med en kroppslängd på 19–23 cm. På bröstet syns ett karakteristiskt Y-format bröstband och i ansiktet ett lodrätt svart streck från hjässan genom ögat. Ovansidan är mörkt beigefärgad med mattbruna streck. Näbben är liten och kort. I flykten syns ett tydligt, vitt vingband och vit bakkant på inre delen av vingen. Fågeln anses inte vara särskilt ljudlig, men sägs avge ett tystlåtet "kr-root".

## Utbredning och systematik
Fågeln är endemisk i Australien och återfinns i södra delen av landet, i torra områden i inlandet. Den placeras som enda arten i släktet Peltohyas och behandlas som monotypisk, det vill säga att den inte delas in i några underarter. Genetiska studier visar att den utgör en egen utvecklingslinje, närmast släkt med en grupp strandpipare i Anarhynchus, där alla utom snednäbb fram tills nyligen inkluderades i Charadrius, med arter som svartbent strandpipare och ökenpipare.

## Levnadssätt
Inlandspiparen förekommer på isolerade torra ökenslätter där den kan vara mycket svår att hitta, i sydvästra delen av utbredningsområdet i mer av människan påverkade områden. Den livnär sig på frön, löv, insekter som syrsor, skalbaggar, termiter, myror, insektslarver och tvestjärtar samt spindlar. Fågeln är mestadels inaktiv under dagen, aktiv på natten. Häckningsbiologin är dåligt känd. Den häckar i samband med regn året runt, troligen monogamt, enskilt eller i små lösa kolonier med upp till sex par.

## Status
Arten har ett stort utbredningsområde och beståndet anses vara stabilt. Internationella naturvårdsunionen IUCN listar den därför som livskraftig (LC). Populationen är dock relativt liten, uppskattad till 9300 adulta individer.